# ジャウー国立公園
ジャウー国立公園（ジャウーこくりつこうえん、ポルトガル語でParque Nacional do Jaú）は、ブラジル・アマゾナス州に拡がる国立公園である。南緯1度から3度、西経61度30分から64度に拡がる。総面積は、2.3万平方キロメートルを越える。
ジャウー国立公園は、アマゾンにおける熱帯雨林が良い状態で保存されており、この地域に入るためには、ブラジル政府の許可が必要である。
「黒い川」と形容されるジャウー川は、アマゾン川の支流であり、腐敗した植物を含み強酸性であるため、川の水は黒い。この周辺の生態系はヴァルゼア林とイガポーが多く、デンキウナギなどの64種の電気魚およびピラルクー、クロカイマン、メガネカイマン、オウギワシの生息地であると同時に、アマゾンマナティー、アマゾンカワイルカ、コビトイルカ、ジャガー、オオカワウソ、アカウアカリ、クロウアカリなど約120種類の哺乳類が生息している。

## 世界遺産
2000年にジャウー国立公園はUNESCOの世界遺産に登録された。2003年に周辺のマミラウア「持続可能な開発」保護区とアマナ「持続可能な開発」保護区が拡大登録されて、登録名は「中央アマゾン保全地域群」になった。また、周辺のネグロ川とソリモンエス川流域を含むアマゾン盆地とギアナ楯状地の移行地域のアマゾン熱帯雨林は2001年にユネスコの生物圏保護区にも指定された。

### 登録基準
この世界遺産は世界遺産登録基準のうち、以下の条件を満たし、登録された（以下の基準は世界遺産センター公表の登録基準からの翻訳、引用である）。
- (9) 陸上、淡水、沿岸および海洋生態系と動植物群集の進化と発達において進行しつつある重要な生態学的、生物学的プロセスを示す顕著な見本であるもの。
- (10) 生物多様性の本来的保全にとって、もっとも重要かつ意義深い自然生息地を含んでいるもの。これには科学上または保全上の観点から、すぐれて普遍的価値を持つ絶滅の恐れのある種の生息地などが含まれる。

### IUCNカテゴリー
- ジャウー国立公園 - II（国立公園）
- マミラウア「持続可能な開発」保護区（ポルトガル語版）（Mamirauá Sustainable Development Reserve）- VI（資源管理保護地域、クロアタマリスザル（英語版）の固有生息地、1993年よりラムサール条約登録地[3]。）
- アマナン「持続可能な開発」保護区（ポルトガル語版）（Amana Sustainable Development Reserve）- V（景観保護地域）